# Rumeíka
Rumeíka (mariupoljski grčki, krimski grčki ili tauro-romajski) grčko je narječje kojim govore etnički Grci naseljeni na sjevernoj obali Azovskoga mora u jugoistočnoj Ukrajini. Te se Grke zove azovskim Grcima.
Iako je rumeíka uz turkijski urumski jezik bila glavni jezik azovskih Grka čak i u 20. stoljeću, danas se njime koriste malobrojni ukrajinski Grci.

## Povijest
Krim je bio naseljen govornicima grčkoga više od dva i pol tisućljeća kao dio antičkih kolonija i kasnije Bizanta. Grčki su polisi počeli osnivati kolonije na Krimu u sedmom i šestom stoljeću prije Krista. Većinu su kolonija uspostavili Jonjani iz Mileta u Maloj Aziji.
Nakon što je pustošenje Carigrada tijekom Četvrtoga križarskog rata razbilo Bizant u komadiće, Krim je postao dio grčkoga Trapezuntskog Carstva. Ono je palo pod osmansku vlast 1475. godine. Početak velikoga grčkog naseljavanja stepske regije sjevera Azovskoga mora datira do Rusko-turskoga rata (1768. – 1774.) kada je Katarina Velika pozvala krimske Grke da se ponovno nasele na novoosvojena područja (uključujući i osnivanje Mariupolja) zbog progona u dijelu Krima pod muslimanskom kontrolom.
Zbog stoljeća pod tatarskom i turskom vladavinom mnogi Grci više nisu govorili grčkoga jezika: zajednica se podijelila na govornike grčkoga (Romeiis) i govornike urumskoga.
U dvadesetome stoljeću Rumeíkom se služilo u većini sela u kojima se govorilo grčkim. Postoji oko 17 sela gdje se jezik i danas rabi. Razlikuje se pet poddijalekata s obzirom na njihovu sličnost sa standardnim grčkim.
Rumeíka nije jedini jezik Grka na sjeveru Azovske regije: u selu Anadol govori se pontskim jer je naseljeno ljudima iz Ponta koji su došli 1826. godine.

## Pripadnost
Rumeíku se često opisuje kao pontski dijalekt. Prema modernim istraživačima. situacija ipak nije tako jednostavna: moguće je argumentirati da je Rumeíka slična i pontskom i sjevernim grčkim narječjima. Prema Maximu Kisilieru, iako Rumeíka dijeli neka obilježja s obama, bolje ju je smatrati posebnom, to jest izdvojiti je.

## Istraživanje i literatura
Nakon Oktobarske revolucije 1917. započeo je proces buđenja azovskih Grka. Sovjetska administracija uspostavila je grčko-rumajsko kazalište, nekoliko časopisa i novina te škole. Georgi Kostoprav stvorio je poetski jezik za svoja djela. Ovo je buđenje prekinuto kada su Kostoprav i mnogi drugi Grci ubijeni za vrijeme vladavine Josifa Staljina 1937. godine. Velik je broj ljudi prebačen u gulage.
Rumeíka je bila tema jezičnih studija u kasnim 1920-ima i 1930-ima kao dio općega programa nastojanja da se identificiraju i opišu jezici SSSR-a. Ipak, jezikoslovci koji su proučavali jezik postali su žrtve za Staljinova režima i istraživanje Rumeíke nije se nastavilo do 1950-ih i 1960-ih.
Poznavatelji grčkoga iz Kijeva, pod vodstvom Andrija Biletskog, složili su detaljan opis jezika i zabilježili folklor. Biletski je razvio ćirilični alfabet za njih 1969. jer su azovski Grci izgubili pismenost u Grčkome još u krimskome razdoblju svoje povijesti.
Mnoge su knjige na Rumeíki tiskane na ćirilici: osim domaćih djela, tiskani su i prijevodi.
Novi je pokušaj očuvanja identiteta etničkih Grka počeo sredinom 1980-ih. Iako su mnogi pisci rabili ćirilično pismo, stanovnici regije rijetko su se njime služili jer je sada većina držala ruski materinskim jezikom. Rumeíka je drastično propadala, najviše ugrožena standardnim novogrčkim kojim se služilo u školama i na lokalnom sveučilištu. Ipak, najnovija istraživanja Aleksandra Gromova pokazuju da još ima nade da će neki stanovnici nastaviti rabiti dijalekt.